# Frédi, a csempész-rendész
A Frédi, a csempész-rendész (eredeti cím: The Man Called Flintstone) 1966-ban bemutatott, mára klasszikussá vált amerikai rajzfilm, amely a Frédi és Béni című televíziós rajzfilmsorozata alapján készült. Az animációs játékfilm rendezői és producerei Joseph Barbera és William Hanna. A forgatókönyet Harvey Bullock és R.S. Allen írta, a zenéjét Ted Nichols és Marty Paich szerezte. A mozifilm a Hanna-Barbera gyártásában készült, a Columbia Pictures forgalmazásában jelent meg. Műfaja akciófilm, bűnügyi film, filmmusical, filmvígjáték, kalandfilm és kémfilm.
Amerikában 1966 augusztus 3-án mutatták be a mozikban. Magyarországon két szinkronos változat is készült belőle, amelyekből az elsőt 1978. június 18-án vetítették le az MTV1-en, a másodikat 2006 júniusában vetítették le a Cartoon Network-ön a televízióban. A Magyar Televízió által készült magyar szinkronnal 1993 elején a ZOOM Kft. forgalmazásában VHS-en adták ki, majd 2008-ban DVD-n is a Cartoon Network által készült magyar szinkronnal együtt.

## Szereplők
| Szereplő                        | Eredeti hang                              | Magyar hang                                                | Magyar hang                                             |
| Szereplő                        | Eredeti hang                              | 1. magyar változat (MTV1, 1978)                            | 2. magyar változat (Cartoon Network, 2006)              |
| ------------------------------- | ----------------------------------------- | ---------------------------------------------------------- | ------------------------------------------------------- |
| Kovakövi Frédi                  | Alan Reed Henry Corden (ének)             | Csákányi László                                            | Papp János                                              |
| Sóderi Simon                    | Paul Fress                                | Csákányi László                                            | Papp János                                              |
| Kavicsi Béni                    | Mel Blanc                                 | Márkus László                                              | Mikó István                                             |
| Dínó                            | Mel Blanc                                 | Szuhay Balázs                                              | Szokol Péter                                            |
| Kovakövi Vilma                  | Jean Vander Pyl                           | Psota Irén                                                 | Für Anikó                                               |
| Kovakövi Enikő                  | Jean Vander Pyl                           | Borbás Gabi                                                | Biró Anikó                                              |
| Kavicsi Irma                    | Gerry Johnson                             | Váradi Hédi                                                | Pogány Judit                                            |
| Zöldfejű keselyű / Tripla X     | Paul Fress                                | Agárdy Gábor                                               | Besenczi Árpád                                          |
| Bobo                            | Paul Fress                                | Domahidy László                                            | Vass Gábor                                              |
| Mario                           | Paul Fress                                | Bujtor István                                              | Faragó András                                           |
| Sziklai Szilárd                 | Harvey Korman                             | Horváth Tivadar                                            | Tahi Tóth László                                        |
| Ali                             | Harvey Korman                             | Körmendi János                                             | Lippai László                                           |
| Utcai kereskedő                 | Harvey Korman                             | Maros Gábor                                                | Gruber Hugó                                             |
| Lola                            | June Foray                                | Faragó Vera                                                | Peller Anna                                             |
| Roberta                         | Janet Waldo                               | Esztergályos Cecília                                       | Tóth Auguszta                                           |
| Utaskísérő nő                   | Janet Waldo                               | Borbás Gabi                                                | Keönch Anna                                             |
| Szőke hajú nő                   | Janet Waldo                               | Borbás Gabi                                                | Keönch Anna                                             |
| Kavicsi Benőke                  | nem szólal meg                            | nem szólal meg                                             | nem szólal meg                                          |
| Kutya                           | nem szólal meg                            | nem szólal meg                                             | nem szólal meg                                          |
| Kis orrszarvú                   | nem szólal meg                            | nem szólal meg                                             | nem szólal meg                                          |
| Kőrendi ház elnöke              | Mel Blanc                                 | Képessy József                                             | Versényi László                                         |
| Reptéri hangosbemondó           | Mel Blanc                                 | Elekes Pál                                                 | Beratin Gábor                                           |
| Emelő teknős                    | Mel Blanc                                 | Elekes Pál                                                 | Fehér Péter                                             |
| Taxis                           | Mel Blanc                                 | Szatmári István                                            | Fehér Péter                                             |
| Helikopter pilóta               | Mel Blanc                                 | Kautzky József                                             | Katona Zoltán                                           |
| Liftfelhúzó szaki               | N/A                                       | Kautzky József                                             | Rudas István                                            |
| Pirítós kenyeret rendelt vendég | N/A                                       | Szabó Ottó                                                 | Rudas István                                            |
| Hangosbemondó                   | N/A                                       | Szabó Ottó                                                 | Hegedűs Miklós                                          |
| Mérleg daru                     | Mel Blanc                                 | Hlatky László                                              | Hegedűs Miklós                                          |
| Fényképező kőharkály            | N/A                                       | Vay Ilus                                                   | Hegedűs Miklós                                          |
| Idős hölgy                      | Jean Vander Pyl                           | Vay Ilus                                                   | Várnagy Katalin                                         |
| Kis baba                        | Jean Vander Pyl                           | Borbás Gabi                                                | Szokol Péter                                            |
| Mikro barázdabillegető          | Don Messick                               | Szuhay Balázs                                              | Szokol Péter                                            |
| Marcanka                        | Don Messick                               | Szuhay Balázs                                              | Katona Zoltán                                           |
| Hoppy                           | Don Messick                               | Maros Gábor                                                | Katona Zoltán                                           |
| Dr. Sírkövi                     | Don Messick                               | Horváth Gyula                                              | Bardóczy Attila                                         |
| Állatorvos                      | John Stephenson                           | Győrffy György                                             | Kardos Gábor                                            |
| Poggyászkezelő                  | John Stephenson                           | Győrffy György                                             | Cs. Németh Lajos                                        |
| Hapkő Zizike                    | N/A                                       | Borbás Gabi                                                | Juhász Réka                                             |
| Ms. Dolly                       | N/A                                       | Benkő Márta                                                | Juhász Réka                                             |
| Vörös hajú nő                   | N/A                                       | Benkő Márta                                                | Fekete Linda                                            |
| Nővérek                         | Janet Waldo Jean Vander Pyl Gerry Johnson | Borbás Gabi Benkő Márta                                    | Juhász Réka Keönch Anna                                 |
| Pilóta                          | N/A                                       | Horváth Pál                                                | Kapácsy Miklós                                          |
| Másodpilóta                     | N/A                                       | Pataky Imre                                                | Fehér Péter                                             |
| Rádióbemondó                    | N/A                                       | Végvári Tamás                                              | Láng Balázs                                             |
| Sebészek                        | Paul Fress John Stephenson ?              | Hlatky László Gyenge Árpád Kautzky József Raksányi Gellért | Versényi László Rudas István Katona Zoltán Szokol Péter |
| Énekhangok                      | Henry Corden                              | Csákányi László                                            | Papp János                                              |
| Énekhangok                      | Mel Blanc                                 | Márkus László                                              | Mikó István                                             |
| Énekhangok                      | Leo DeLyon                                | Keres Emil                                                 | Csuha Lajos                                             |
| Énekhangok                      | Louis Prima                               | Keres Emil                                                 | Csuha Lajos                                             |
| Énekhangok                      | Jean Vander Pyl                           | Fenyvesi Gabi                                              | Béres Pál Mericske Nikoletta                            |

## Betétdalok
| Magyar                     | Magyar                                                   | Magyar                                   | Angol                                 | Angol                  |
| Dal                        | Előadó                                                   | Előadó                                   | Dal                                   | Előadó                 |
| Dal                        | 1978                                                     | 2006                                     | Dal                                   | Előadó                 |
| -------------------------- | -------------------------------------------------------- | ---------------------------------------- | ------------------------------------- | ---------------------- |
| Ez Frédi, ez ő             | Horváth Tivadar Keres Emil Fenyvesi Gabi                 | Béres Pál Csuha Lajos Mericske Nikoletta | The Man Called Flintstone             | N/A                    |
| A csodakém                 | Csákányi László Horváth Tivadar Keres Emil               | Csuha Lajos Papp János                   | Spy Type Guy                          | Paul Fress ?           |
| Bajnok pár                 | Csákányi László Márkus László Horváth Tivadar Keres Emil | Papp János Mikó István                   | Team Mates                            | Henry Corden Mel Blanc |
| Csinos pár                 | Keres Emil                                               | Csuha Lajos                              | The Happy Sounds of Pareé             | Leo DeLyon             |
| Pensate Amore              | Keres Emil                                               | Csuha Lajos                              | Pensate Amore                         | Louis Prima            |
| Ipec-pipec, Ingusz-grinsz  | Fenyvesi Gabi                                            | Mericske Nikoletta                       | Tickle Toddle                         | Jean Vander Pyl        |
| Majd, ha én nagy leszek    | Fenyvesi Gabi                                            | Mericske Nikoletta                       | Someday When I Am Grown Up            | Jean Vander Pyl        |
| Ez Frédi, ez ő (végefőcím) | Horváth Tivadar Keres Emil                               | Béres Pál Csuha Lajos                    | The Man Called Flintstone (End title) | N/A                    |

## Televíziós megjelenések
- 1. magyar változat: MTV-1
- 2. magyar változat: Cartoon Network, Boomerang